# Vännäs landskommun
Vännäs landskommun var en tidigare kommun i Västerbottens län. Kommunkod 1952-1970 var 2405.

## Administrativ historik
Vännäs landskommun inrättades den 1 januari 1863 i Vännäs socken  i Västerbotten  när 1862 års kommunalförordningar trädde i kraft.
Den 25 september 1896 inrättades Vännäs municipalsamhälle inom kommunen. Detta bröts sedan ut ur kommunen den 1 januari 1928 för att bilda Vännäs köping. Den 22 september 1939 inrättades så ett nytt municipalsamhälle inom kommunen, Vännäsby municipalsamhälle. 
Kommunreformen 1952 påverkade inte indelningarna i området, då varken Västerbottens eller Norrbottens län berördes av reformen. Den 31 december 1959 upplöstes dock Vännäsby municipalsamhälle.
Den 1 januari 1971 återförenades köpingen och landskommunen för att bilda den nya Vännäs kommun.

### Kyrklig tillhörighet
I kyrkligt hänseende tillhörde landskommunen Vännäs församling tillsammans med köpingen.

## Kommunvapnet
Blasonering: I blått fält en genomgående bro med överliggande båge av silver och därunder tre stockar av guld, ordnade 2,1 och bjälkvis ställda.
Detta vapen fastställdes av Kungl. Maj:t 1952. Vapnet förs idag av den nuvarande Vännäs kommun. Se artikeln om Vännäs kommunvapen för mer information.

## Geografi
Vännäs landskommun omfattade den 1 januari 1952 en areal av 568,20 km², varav 544,10 km² land.

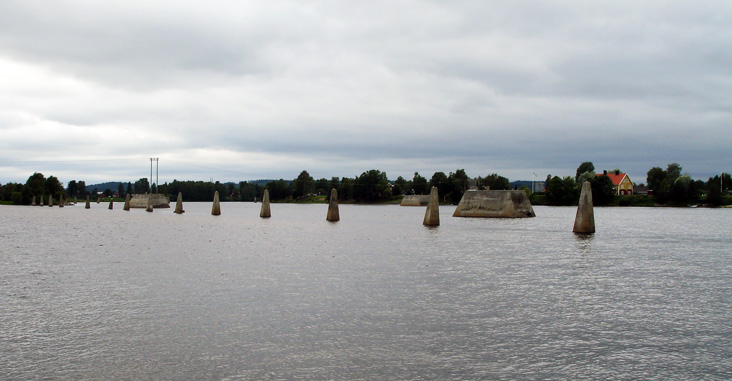
Lämningar efter timmermagasinet i Vindelälven nära Spöland.

### Tätorter i kommunen 1960
I Vännäs kommun fanns tätorten Vännäsby, som hade 842 invånare den 1 november 1960. Tätortsgraden i kommunen var då 18,0 procent.

## Politik

### Mandatfördelning i valen 1938-1966
| 7 | 6 | 10 | 7 |

| 30 |

| 8 | 7 | 9 | 6 |

| 30 |

| 6 | 10 | 9 | 5 |

| 30 |

| 7 | 9 | 10 | 4 |

| 30 |

| 8 | 9 | 9 | 4 |

| 29 |

| 8 | 11 | 6 | 5 |

| 29 |

| 7 | 12 | 7 | 4 |

| 27 |

| 6 | 13 | 5 |  | 5 |

| 28 |